# Parc national Monte León
Le parc national Monte León (en espagnol : parque nacional Monte León) est un parc national situé en Argentine et constitue un échantillon représentatif de la biodiversité côtière de la Patagonie argentine, en bon état de conservation, avec en plus des sites de grande valeur paléontologique. Il possède une bordure côtière de 36 km sur le littoral de la province de Santa Cruz. 
L'Argentine a 41 aires protégées marines provinciales, et seulement l'une d'entre elles - le parc national Monte León, qui a été légué par la fondation Vida Silvestre Argentina du millionnaire américain Douglas Tompkins, fondateur de The North Face à l'État en 2002 - est de juridiction fédérale. Monte León est un parc côtier-marin qui protège une portion continentale de 60 km2 ; et en plus des 36 km de côtes une zone « intermarée ».

## Les parcs nationaux marins (PNM)
Le problème en Argentine, est que le pays n'a actuellement aucun parc national marin (PNM), de protection exclusive de la mer. Au Brésil il y en a deux, plus deux nouveaux en voie de création ; au Chili, il y en a un, et d'autres y sont projetés.
La superficie de la mer Argentino bénéficiant de quelque degré de protection légale représente seulement 0,59 % du total il serait plus que souhaitable que l'Argentine commence à valoriser et protéger ce patrimoine, notamment les espèces menacées. Sans interdire toute activité, les PNM doivent favoriser la conservation de la biodiversité, protéger les espèces et les milieux menacés et récupérer les aires dégradées et les stocks de poissons surexploités.

## Le territoire

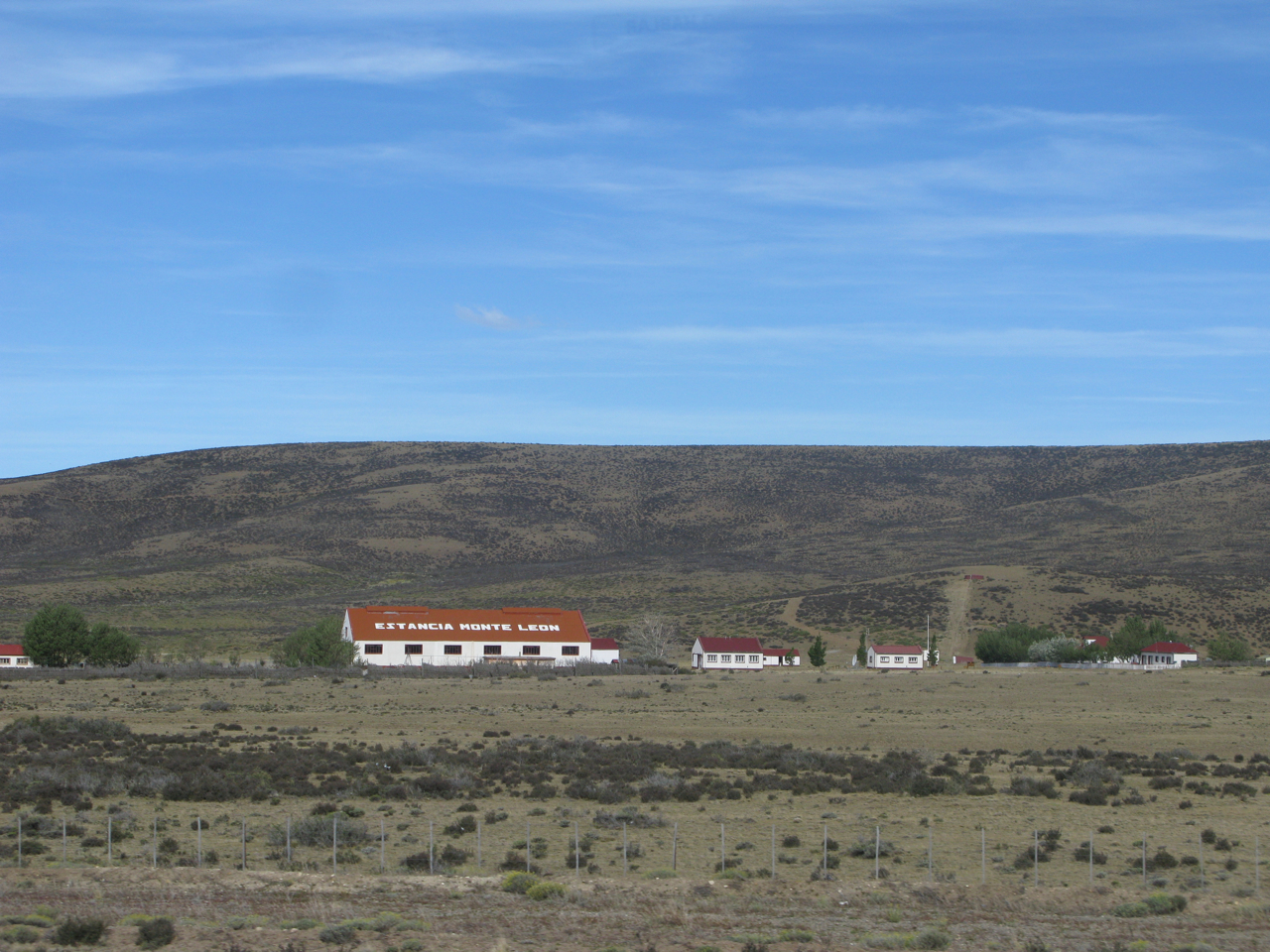
Entrée du parc Monte León.

Le 20 octobre 2004 le vote de la loi no 25945 déclare ce nouveau parc national (Parque Marino Continental), et celui-ci devint la première aire marine protégée d'Argentine. 
Le parc se trouve au sud-est de la province de Santa Cruz, sur la route nationale 3 (RN 3), à 210 km au nord de Río Gallegos. Sa superficie est de 61 700 ha. 
Il est situé sur la côte de la « Bahía Grande » au kilomètre 2 385 de la RN 3, à 45 km au sud-est de Puerto Santa Cruz. Il s'étend depuis 2 km au nord-est du Pico Quebrado, jusqu'à 2,5 km au sud-ouest du « cañadón Jack ». Il inclut une zone protégée marine, de 5 km depuis la côte vers le large. Il est prévu d'y incorporer une aire marine d'au moins la même extension que l'aire continentale.
Monte León appartient aux écorégions de la mer Argentino et de la steppe patagonique. Cela signifie les bassins inférieurs des Ríos du versant atlantique et certains bassins endoréiques. Le climat est froid et sec avec des précipitations hivernales inférieures à 400 mm. Il y a de forts vents d'ouest, les étés sont secs et il peut y avoir des gelées toute l'année. Sa végétation est de type arbustive sous forme de broussailles robustes et d'herbacées xérophiles. 
Le littoral comprend de hautes falaises, des îles, des rochers, des petites baies, des plages et des langues de sable ou restingas qui se découvrent à marée basse. Le secteur côtier représente 1 % du littoral argentin.

## Flore et faune

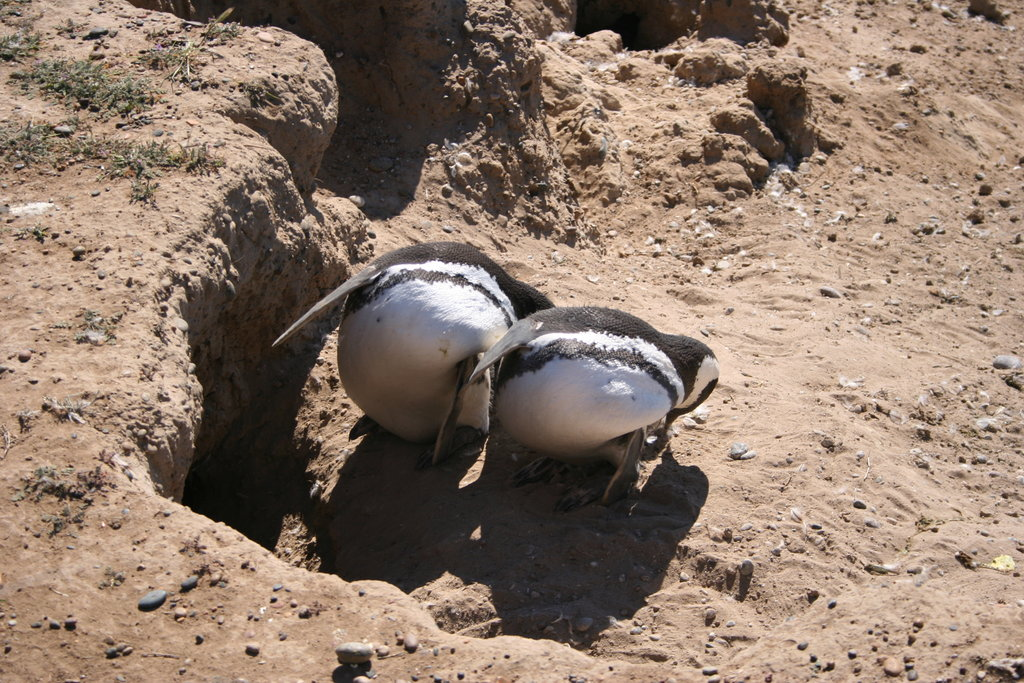
Manchots de magellan

La mer est froide en cette région, avec une importante population de poissons. 
Le parc national contient des colonies de cormorans, de goélands (gaviotas), de manchots et 20 autres espèces d'oiseaux côtiers et marins. Depuis la côte on peut occasionnellement observer des lions marins et des cétacés comme la baleine franche australe ou le dauphin de Commerson. 
Dans cette région se trouve une importante colonie de manchots de Magellan, comprenant 60 000 individus. C'est la quatrième plus grande colonie du pays. Chaque année les couples de manchots de Magellan migrent pour nidifier. 
Dans l'île de Monte León et dans les escarpements, trois espèces de cormorans trouvent refuge et nidifient : le cormoran impérial, le cormoran de Gaimard (ou gris) et celui de Magellan.
Un des motifs de la création du parc, est de protéger une partie de la steppe patagonique 
côtière, habitat de guanacos, de nandous de Darwin ou choiques, de renards gris et de pumas.

## Culture et Histoire
Il y a quelque 10 millénaires, des groupes de chasseurs cueilleurs utilisaient les milieux côtiers et leurs ressources variées comme les oiseaux, les rongeurs, les camélidés, les mollusques et les loups marins ou otaries à fourrure australes. Les groupes tehuelches, descendants des premiers habitants de ces lieux amplifièrent l'usage du territoire, développant des échanges avec des groupes plus éloignés. L'arrivée des européens causa de grandes modifications parmi les populations aborigènes qui migrèrent vers l'ouest, tandis que les territoires proches de l'atlantique furent incorporés dans des tâches rurales (élevage).
Francisco Moreno (impulseur du système des parcs nationaux d'Argentine) visita la région à la fin du XIXe siècle, comme le fit aussi Carlos Ameghino et le père Alberto María De Agostini.